# Пайн-Левел (округ Санта-Роза, Флорида)
Пайн-Левел (англ. Pine Level) — переписна місцевість (CDP) в США, в окрузі Санта-Роза штату Флорида. Населення — 227 осіб (2010).

## Географія
Пайн-Левел розташований за координатами 30°53′21″ пн. ш. 87°10′10″ зх. д. / 30.88917° пн. ш. 87.16944° зх. д. (30.889154, -87.169481).  За даними Бюро перепису населення США в 2010 році переписна місцевість мала площу 17,59 км², з яких 17,40 км² — суходіл та 0,18 км² — водойми.

## Демографія
Згідно з переписом 2010 року, у переписній місцевості мешкало 227 осіб у 81 домогосподарстві у складі 64 родин. Густота населення становила 13 осіб/км².  Було 97 помешкань (6/км²).
Расовий склад населення:
| - 93,0 % — білих - 1,3 % — корінних американців - 2,2 % — осіб інших рас |

До двох чи більше рас належало 3,5 %. Частка іспаномовних становила 3,1 % від усіх жителів.
За віковим діапазоном населення розподілялося таким чином: 26,0 % — особи молодші 18 років, 58,6 % — особи у віці 18—64 років, 15,4 % — особи у віці 65 років та старші. Медіана віку мешканця становила 37,1 року. На 100 осіб жіночої статі у переписній місцевості припадало 99,1 чоловіків;  на 100 жінок у віці від 18 років та старших — 104,9 чоловіків також старших 18 років.
Цивільне працевлаштоване населення становило 105 осіб. Основні галузі зайнятості: роздрібна торгівля — 35,2 %, освіта, охорона здоров'я та соціальна допомога — 23,8 %, будівництво — 9,5 %, фінанси, страхування та нерухомість — 6,7 %.